# 米查姆鎮區 (伊利諾伊州馬里昂縣)
米查姆鎮區（英語：Meacham Township）是位於美國伊利諾伊州馬里昂縣的一個行政鎮區。

## 地方資料
根據2010年美國人口普查的數據，米查姆鎮區的面積為94.90平方千米，當中陸地面積為94.30平方千米，而水域面積為0.60平方千米。當地共有人口367人，而人口密度為每平方千米3.87人。